# Münchberg

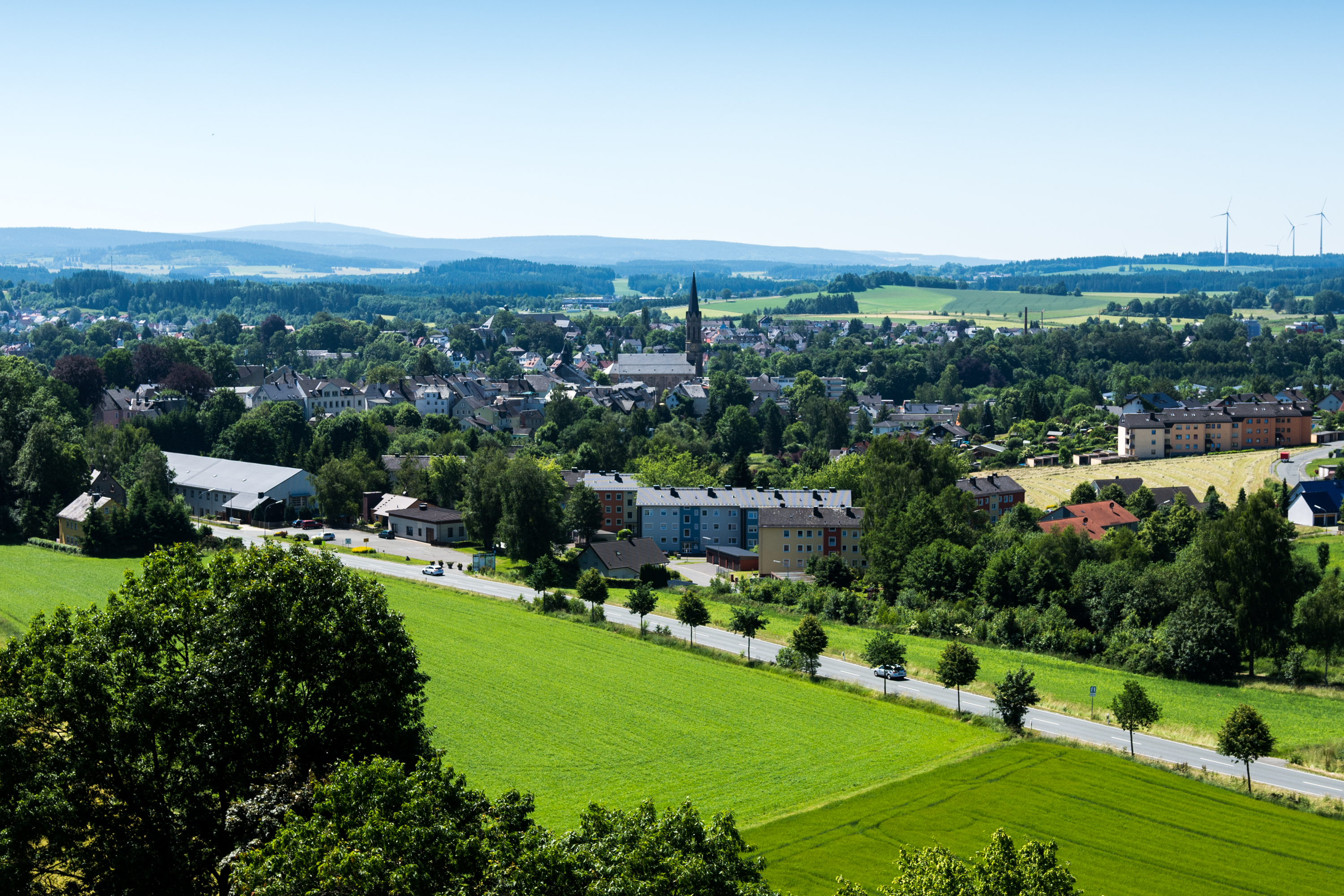
Blick auf Münchberg mit der neugotischen Stadtkirche Peter und Paul vom Rohrbühl aus

Münchberg ist eine Stadt im oberfränkischen Landkreis Hof in Bayern. Sie ist ein Zentrum der Textilindustrie mit der Textilabteilung der Hochschule Hof. Mit über 10.000 Einwohnern ist sie die größte Stadt im Landkreis Hof und hat den Status eines Mittelzentrums. Durch die günstige verkehrsgeographische Lage gilt Münchberg als Tor in das nördliche Fichtelgebirge und den östlichen Frankenwald.

## Geographie

### Geographische Lage
Münchberg liegt auf 546 m ü. NHN zwischen Fichtelgebirge und Frankenwald, etwa 21 Kilometer südwestlich von Hof und ca. 32 Kilometer nordöstlich von Bayreuth. Durch die Stadt fließt die Pulschnitz.

### Geologie
Münchberg liegt im Zentrum der nach der Stadt benannten Münchberger Gneismasse, die in der Geologie eine Sonderstellung einnimmt. Die Münchberger Gneismasse liegt zwischen dem überwiegend aus Granit aufgebauten Fichtelgebirge und dem schieferigen Frankenwald. Der Hauptbestandteil der Gesteine, der Gneis, besteht wie Granit hauptsächlich aus Feldspat, Quarz und Glimmer, hat jedoch einen schieferigen Aufbau. Neben Gneis befinden sich auch noch andere Gesteine wie Amphibolit oder Phyllit im Boden. Die Verwitterungsprodukte dieser Gesteine bilden im Allgemeinen saure, sandige und nährstoffarme Lehmböden. Diese basenarmen, silikatischen Böden sind für die Landwirtschaft nicht besonders gut geeignet.

### Nachbargemeinden
Die Gemeinden in der Umgebung sind im Uhrzeigersinn die Stadt Helmbrechts, die Gemeinde Konradsreuth, die Gemeinde Weißdorf, die Märkte Sparneck, Zell im Fichtelgebirge und Stammbach sowie der Markt Marktleugast im Landkreis Kulmbach.

### Gemeindegliederung
Die Gemeinde Münchberg besteht aus 60 Gemeindeteilen (in Klammern ist der Siedlungstyp angegeben):
- Ahornis (Pfarrdorf)
- Ahornis-Kuppel (Weiler)
- Ahornismühle (Einöde)
- Biengarten (Dorf)
- Bug (Weiler)
- Dietelmühle (Einöde)
- Eiben bei Münchberg (Weiler)
- Eiben (obere) (Weiler)
- Eiben (untere) (Einöde)
- Einzel (untere) (Einöde)
- Einzel am Wald (Einöde)
- Einzeln bei Ahornis (Einöde)
- Gottersdorf (Dorf)
- Grund (Weiler)
- Hammermühle (Einöde)
- Hildbrandsgrün (Dorf)
- Horlachen (hintere) (Einöde)
- Horlachen (vordere) (Einöde)
- Jehsen (Dorf)
- Laubersreuth (Dorf)
- Löhlein (Einöde)
- Lohziegelhütte (Einöde)
- Markersreuth (Dorf)
- Maulschelle
- Maxreuth (Dorf)
- Mechlenreuth (Dorf)
- Meierhof (Dorf)
- Mittelsauerhof (Dorf)
- Münchberg (Hauptort)
- Mussen (Dorf)
- Nebers (Einöde)
- Neuhaus (Einöde)
- Neutheilung (Einöde)
- Obersauerhof (Dorf)
- Plösen (Dorf)
- Plösenmühle (Einöde)
- Poppenreuth (Dorf)
- Pulschnitz (Weiler)
- Pulschnitzberg (Dorf)
- Rabenreuth (Weiler)
- Rothenmühle (Weiler)
- Ruppes (Einöde)
- Rußhütte (Einöde)
- Sauerhof-Kuppel (Weiler)
- Schlegel (Dorf)
- Schneidersgrün (Einöde)
- Schödlas (Dorf)
- Schwarzholzwinkel (Einöde)
- Schweinsbach (Dorf)
- Solg (Dorf)
- Straas (Dorf)
- Unfriedsdorf (Dorf)
- Unterer Birnstengel (Einöde)
- Untersauerhof (Dorf)
- Wäldlein (Einöde)
- Walzbach (Einöde)
- Wiesenthal (Einöde)
- Wüstensaal (Weiler)
- Ziegelhütte (Weiler)
- Ziegenrück (Einöde)

Außerdem gibt es die Einöden Bugeinzel, Einöde am Stammbacher Weg, Einöde am Thieroldsholz, Einzel, Gollereinzel, Jehsenmühle, Mittelpoppenreuth, Modlitzmühle, Oberpoppenreuth, Poppenreuther Mühle, Schotteneinzel und Wirtshaus. Die Einöden Angermühle, Bechermühle, Einzeln an der Bayreutherstraße, Käshütte, Merbotengrün, Oberer Birnstengel und Schießhaus sind wüst gefallen.
Es gibt auf dem Gemeindegebiet die Gemarkungen Markersreuth (Gemarkungsteil 1), Mechlenreuth, Meierhof b.Münchberg, Münchberg, Poppenreuth, Sauerhof und Straas (Gemarkungsteil 0). Die Gemarkung Münchberg hat eine Fläche von 7,183 km². Sie ist in 3892 Flurstücke aufgeteilt, die eine durchschnittliche Fläche von 1846 m² haben. In ihr liegen neben dem namensgebenden Ort die Gemeindeteile Eiben bei Münchberg und Maulschelle.

### Klima
Im Münchberger Raum herrscht durch die Mittelgebirgslage ein raues Klima vor. Durch die Höhenlage kommt es zu großen Niederschlagsmengen in Verbindung mit niedrigen Temperaturen. Die Jahresmitteltemperatur liegt bei nur 5–6 °C, während sie im nahen Bayreuth bereits bei 7–8 °C liegt. Die mittlere Lufttemperatur der Vegetationsperiode liegt bei 12–13 °C (15–16 °C in Bayreuth). Die mittlere jährliche Niederschlagsmenge liegt bei 900–1000 Millimeter (600–700 Millimeter in Bayreuth).
|                       | Jan  | Feb  | Mär  | Apr  | Mai  | Jun  | Jul  | Aug  | Sep  | Okt  | Nov  | Dez  |   |      |
| Mittl. Tagesmax. (°C) | 0    | 2    | 6    | 11   | 16   | 19   | 21   | 22   | 17   | 11   | 4    | 1    | ⌀ | 10,9 |
| Mittl. Tagesmin. (°C) | −4   | −4   | −1   | 2    | 6    | 10   | 11   | 11   | 8    | 5    | 0    | −2   | ⌀ | 3,5  |
|                       |      |      |      |      |      |      |      |      |      |      |      |      |   |      |
| Niederschlag (mm)     | 71,6 | 58,6 | 63,6 | 67,0 | 81,5 | 95,8 | 87,5 | 87,6 | 68,8 | 73,3 | 76,6 | 95,1 | Σ | 927  |

| −4 |

| −4 |

| −1 |

| 2 |

| 6 |

| 10 |

| 11 |

| 11 |

| 8 |

| 5 |

| 0 |

| −2 |

| −4 |

| −4 |

| −1 |

| 2 |

| 6 |

| 10 |

| 11 |

| 11 |

| 8 |

| 5 |

| 0 |

| −2 |

| N i e d e r s c h l a g | 71,6 | 58,6 | 63,6 | 67,0 | 81,5 | 95,8 | 87,5 | 87,6 | 68,8 | 73,3 | 76,6 | 95,1 |
|                         | Jan  | Feb  | Mär  | Apr  | Mai  | Jun  | Jul  | Aug  | Sep  | Okt  | Nov  | Dez  |

|                       | Jan  | Feb  | Mär  | Apr  | Mai  | Jun  | Jul  | Aug  | Sep  | Okt  | Nov  | Dez  |   |      |
| Mittl. Tagesmax. (°C) | 0    | 2    | 6    | 11   | 16   | 19   | 21   | 22   | 17   | 11   | 4    | 1    | ⌀ | 10,9 |
| Mittl. Tagesmin. (°C) | −4   | −4   | −1   | 2    | 6    | 10   | 11   | 11   | 8    | 5    | 0    | −2   | ⌀ | 3,5  |
|                       |      |      |      |      |      |      |      |      |      |      |      |      |   |      |
| Niederschlag (mm)     | 71,6 | 58,6 | 63,6 | 67,0 | 81,5 | 95,8 | 87,5 | 87,6 | 68,8 | 73,3 | 76,6 | 95,1 | Σ | 927  |

| −4 |

| −4 |

| −1 |

| 2 |

| 6 |

| 10 |

| 11 |

| 11 |

| 8 |

| 5 |

| 0 |

| −2 |

| −4 |

| −4 |

| −1 |

| 2 |

| 6 |

| 10 |

| 11 |

| 11 |

| 8 |

| 5 |

| 0 |

| −2 |

| N i e d e r s c h l a g | 71,6 | 58,6 | 63,6 | 67,0 | 81,5 | 95,8 | 87,5 | 87,6 | 68,8 | 73,3 | 76,6 | 95,1 |
|                         | Jan  | Feb  | Mär  | Apr  | Mai  | Jun  | Jul  | Aug  | Sep  | Okt  | Nov  | Dez  |

## Geschichte

### Geschichte der Stadt Münchberg
Das Gründungsdatum von Münchberg wird um das Jahr 1000 vermutet. Ob die Stadt, wie es sich aus dem Namen ableiten lässt, von Mönchen gegründet wurde, ist nicht nachweisbar. Während der Herrschaft des Adelsgeschlechts von Sparneck konnte sich Münchberg zur Stadt entwickeln und wurde erstmals urkundlich 1298 als solche bezeichnet. Nach einem Verkauf kam sie zum Fürstentum Bayreuth. Ab 1500 lag die Stadt im Fränkischen Reichskreis. 1791 wurde Münchberg preußisch, 1806 besetzte die französische Armee die Stadt. Nach erneutem Verkauf kam sie 1810 zum Königreich Bayern. Während des Zweiten Weltkriegs wurde sie 1940 als erste Stadt in Bayern Ziel eines Luftangriffs. Bis zur Gebietsreform war Münchberg Kreisstadt des gleichnamigen Landkreises. 1972 verlor sie diesen Status. Am 19. Oktober 1990 kam es auf der Bundesautobahn 9 in der Münchberger Senke zu einer der größten Massenkarambolagen in der deutschen Geschichte, bei der zehn Menschen starben. Überregional bekannt ist Münchberg als Textilstadt mit der Fakultät Textil und Design der Hochschule Hof als einzige bayerische Textil-Hochschuleinrichtung. Im Jahr 2023 wurde der Stadt daher der Titel Hochschulstadt verliehen.

### Verwaltungsgeschichte
Gegen Ende des 18. Jahrhunderts bestand Münchberg aus 295 Anwesen. Die Hochgerichtsbarkeit sowie die Dorf- und Gemeindeherrschaft stand dem bayreuthischen Stadtrichteramt Münchberg zu. Grundherren waren
- die Gemeinde: 1 Rathaus, 1 Brauhaus, 1 Feuergerätehaus, 1 Totenschreiberhaus, 1 Stadtkirche, 1 Superintenturwohnung, 1 Archidiaconatswohnung, 1 Syndiaconatswohnung, 1 Schulhaus, 1 Hospitalgebäude;
- das Kastenamt Münchberg: 1 Achtelhof, 5 Häuser, 2 halbe Häuser, 1 Zweidrittelhaus, 1 Haus mit Mühle;
- der Bürgermeister und Rat Münchberg: 173 Häuser, 80 halbe Häuser, 1 Drittelhaus, 16 Viertelhäuser, 1 Zweiviertelhaus, 1 Gütlein, 1 Schneidmühle, 1 Haus mit Schlagmühle;
- das Klosteramt Kulmbach: 1 Haus.[15]

Von 1797 bis 1810 unterstand Münchberg dem Justiz- und Kammeramt Münchberg. Infolge des Ersten Gemeindeedikts wurde 1812 der Steuerdistrikt Münchberg gebildet, zu dem Angermühle, Bechermühle und Eiben gehörten. Zugleich entstand die Munizipalgemeinde Münchberg, die deckungsgleich mit dem Steuerdistrikt war. Sie war in Verwaltung und Gerichtsbarkeit dem Landgericht Münchberg zugeordnet und in der Finanzverwaltung dem Rentamt Münchberg (1919 in Finanzamt Münchberg umbenannt). Etwas später wurden auf dem Gemeindegebiet Einzeln an der Bayreutherstraße und Schießhaus gegründet. Ab 1862 gehörte Münchberg zum Bezirksamt Münchberg (1939 in Landkreis Münchberg umbenannt). Die Gerichtsbarkeit blieb beim Landgericht Münchberg (1879 in Amtsgericht Münchberg umgewandelt). 1944 kam Maulschelle an die Stadt Münchberg, am 1. April 1958 wurden Hintere Horlachen, Schlegel und Vordere Horlachen an Münchberg abgetreten. Dadurch vergrößerte sich die Gebietsfläche von 6,926 km². auf 11,226 km².

### Eingemeindungen

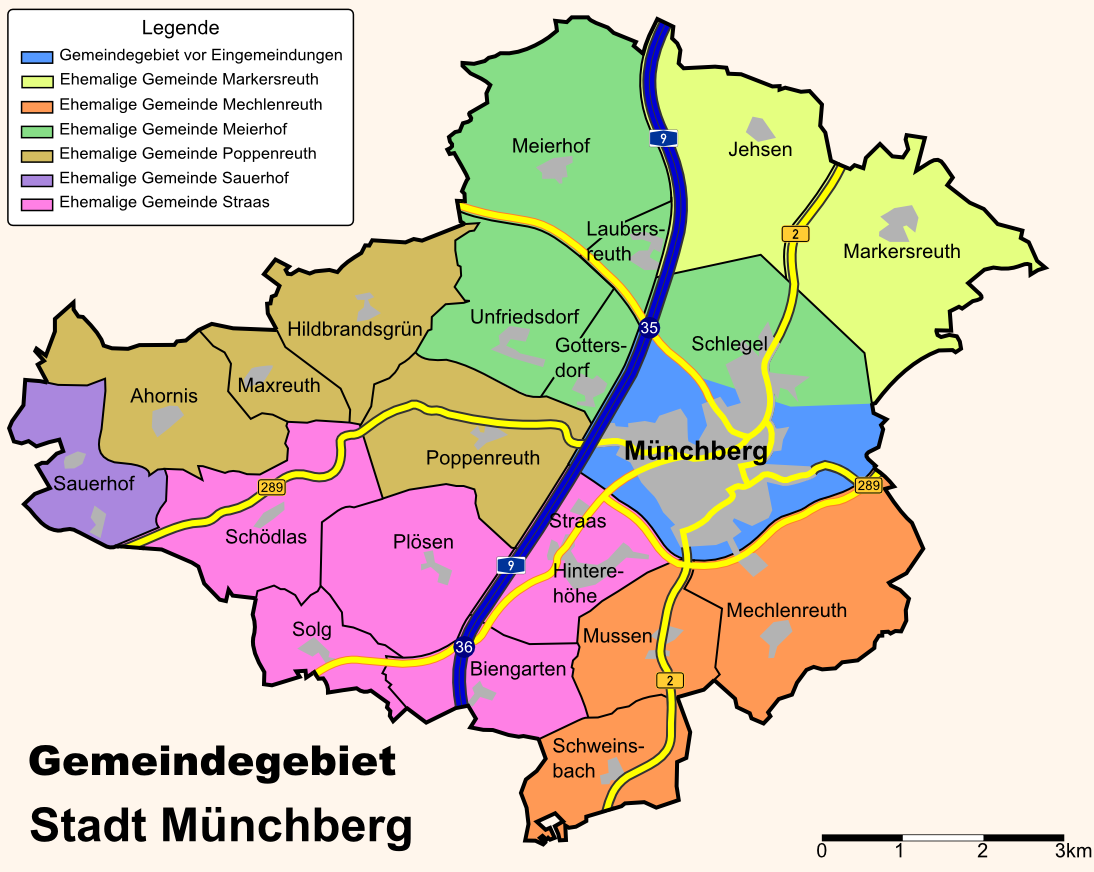
Das heutige Stadtgebiet mit den Eingemeindungen

Zur Stadt Münchberg gehören 18 ehemalige Gemeinden, die zwischen 1972 und 1978 eingegliedert wurden. Am 1. Juli 1972 die Gemeinde Poppenreuth mit Ahornis, Hildbrandsgrün und Maxreuth sowie die Gemeinden Sauerhof und Straas, letztere mit den Gemeindeteilen Biengarten, Plösen, Solg, Schödlas und Straas. Die Einwohner von Querenbach und Oelschnitz entschieden sich für den Anschluss an den Markt Stammbach. Am 1. Mai 1978 wurde die Gemeinde Meierhof mit Laubersreuth, Gottersdorf und Unfriedsdorf eingemeindet, der Gemeindeteil Zimmermühle fiel an die Stadt Helmbrechts. Aus der Gemeinde Markersreuth folgten die Orte Markersreuth und Jehsen. Reuthlas und Weißlenreuth kamen nach Konradsreuth. Eingegliedert wurde auch die Gemeinde Mechlenreuth mit ihren Gemeindeteilen Mechlenreuth-Dorf, Mechlenreuth-Nord, Mussen und Schweinsbach. Schon davor wurden vier Gemeindeteile von Meierhof eingegliedert: 1944 Maulschelle, am 1. April 1958 das Hintere Horlachen, Schlegel und Vordere Horlachen.

### Einwohnerentwicklung
Im Zeitraum 1988 bis 2018 sank die Einwohnerzahl von 11.628 auf 10.215 bzw. um 12,2 %. Am 31. Dezember 1994 hatte die Stadt 12.114 Einwohner. Der Höchststand wurde 1950 mit rund 15.000 Einwohnern (auf dem heutigen Gebiet) erreicht.
Gemeinde Münchberg
| Jahr      | 1812   | 1840   | 1852   | 1861   | 1867   | 1871   | 1875   | 1880   | 1885   | 1890   | 1895   | 1900   | 1905   | 1910   | 1919   | 1925   | 1933   | 1939   | 1946   | 1950   | 1961   | 1970   | 1987   | 2007   | 2010   | 2015   | 2022   |
| Einwohner | 2247   | 3192   | 3196   | 3181   | 3352   | 3460   | 3525   | 3874   | 4198   | 4451   | 4882   | 5637   | 6211   | 6580   | 5706   | 6195   | 6826   | 7115   | 9689   | 10483  | 10848  | 10560  | 11668  | 11170  | 10822  | 10320  | 10179  |
| Häuser    | 263    |        |        |        |        | 323    |        |        | 388    | 411    |        | 442    |        |        |        | 580    |        |        |        | 865    | 1361   |        | 2752   |        |        | 2868   | 2921   |
| Quelle    | [ 16 ] | [ 24 ] | [ 24 ] | [ 25 ] | [ 26 ] | [ 27 ] | [ 28 ] | [ 29 ] | [ 30 ] | [ 31 ] | [ 24 ] | [ 32 ] | [ 24 ] | [ 33 ] | [ 24 ] | [ 18 ] | [ 24 ] | [ 24 ] | [ 24 ] | [ 34 ] | [ 19 ] | [ 35 ] | [ 36 ] | [ 37 ] | [ 37 ] | [ 37 ] | [ 38 ] |

Ort Münchberg
| Jahr      | 1812   | 1819   | 1861   | 1871   | 1885   | 1900   | 1925   | 1950   | 1961   | 1970   | 1987   |
| Einwohner | 2227   | *2206  | 3146   | 3379   | 4098   | 5568   | 6177   | 10483  | 10333  | 10068  | 9489   |
| Häuser    | 260    |        |        |        | 376    | 432    | 576    | 865    | 1269   |        | 2109   |
| Quelle    | [ 16 ] | [ 39 ] | [ 25 ] | [ 27 ] | [ 30 ] | [ 32 ] | [ 18 ] | [ 34 ] | [ 19 ] | [ 35 ] | [ 36 ] |

## Religionen

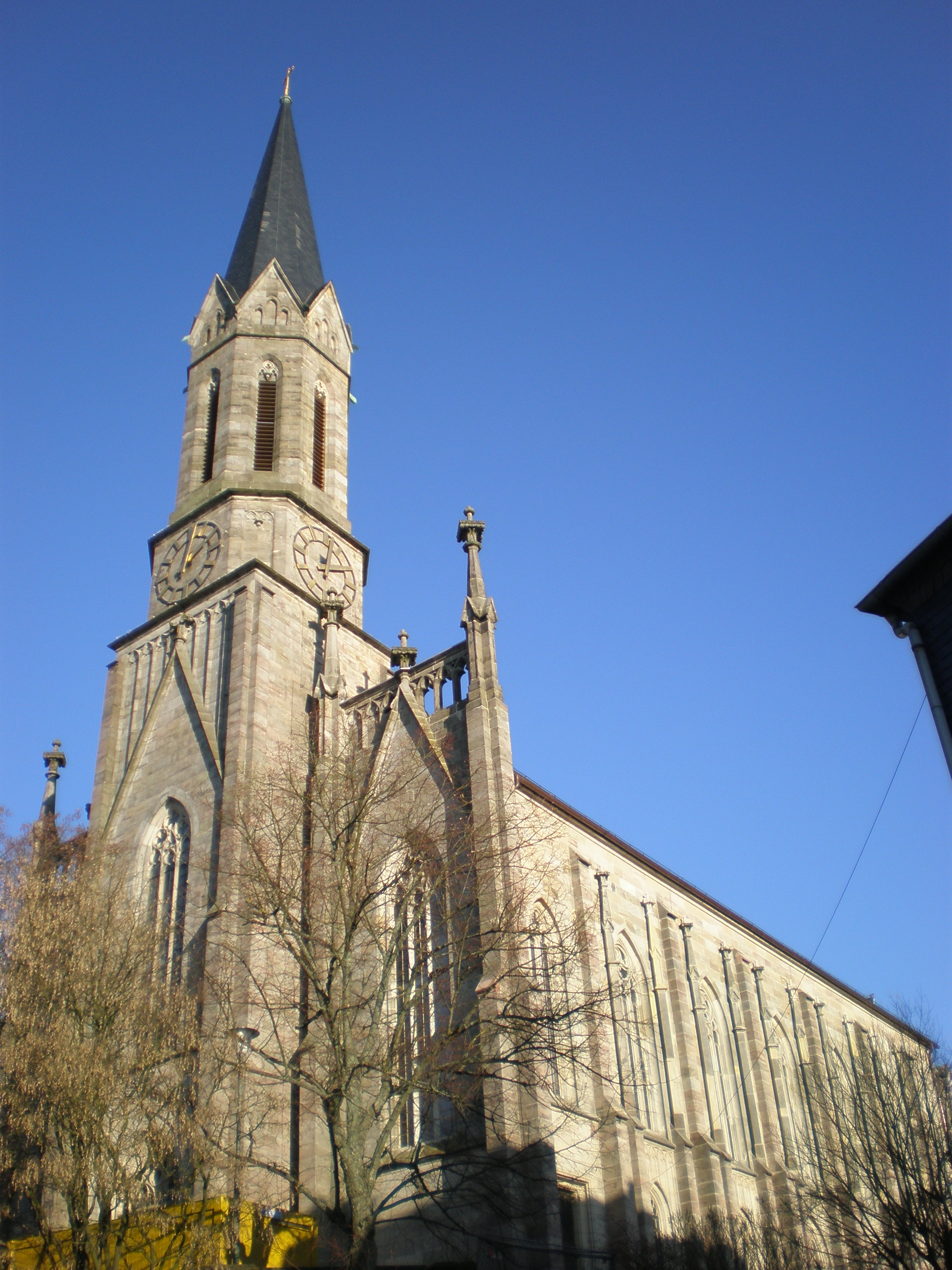
Stadtkirche

Seit der Reformation waren die Einwohner Münchbergs fast ausschließlich evangelisch-lutherisch und sind es auch heute noch überwiegend. Erst mit dem Bau der Ludwig-Süd-Nord-Bahn und mit den Flüchtlingen und Heimatvertriebenen nach dem Zweiten Weltkrieg kamen wieder mehr Katholiken in die Stadt. Münchberg ist Sitz des Dekanats Münchberg der Evangelisch-Lutherischen Kirche in Bayern. Die Pfarrkirche Peter und Paul steht am Kirchplatz. Die evangelische Diakonie betreibt neben einem Pflegedienst ein Kinder- und Jugendheim sowie eine Seniorenwohnanlage. Weiterhin gibt es das evangelische Bildungs- und Jugendwerk.
Die römisch-katholische Pfarrei Münchberg entstand am 12. März 1898 als Arbeiterverein. Sie unterhält das Freizeitheim St. Barbara. Die Pfarrkirche Heilige Familie steht an der Kulmbacher Straße. Es besteht eine Ortsgruppe des katholischen Sozialverbands Kolpingsfamilie.
Die Evangelisch-methodistische Kirche hatte von 2010 bis 2016 ein Gemeindezentrum in der Ottostraße.
Die Muslimische Gemeinschaft organisiert sich im Türkisch-Islamischen Verein für Kultur und Religion e. V. Münchberg und Umgebung DITIB und verfügt über eigene Gebetsräume.
Weitere Religionsgemeinschaften sind die Zeugen Jehovas mit einem Königreichssaal und die Siebenten-Tags-Adventisten.

## Politik

### Bürgermeister
An der Spitze der Stadt stehen der Erste Bürgermeister und seine vom Stadtrat gewählten Stellvertreter. In der jüngeren Vergangenheit stellte die SPD den Bürgermeister. Erst seit der Kommunalwahl 2002 übernahm mit Thomas Fein ein CSU-Politiker das Amt des Ersten Bürgermeisters.
Im Jahr 2014 übernahm Christian Zuber, ein SPD-Politiker, dieses Amt. Zweiter Bürgermeister ist gegenwärtig Max Petzold (MWG), Dritter Bürgermeister Thomas Agel (SPD).
| Amtszeit  | Name                  |
| 1946–1964 | Max Specht (SPD)      |
| 1964–1978 | Ewald Zuber (SPD)     |
| 1978–1990 | Fritz Gräbner (SPD)   |
| 1990–2002 | Armin Hoffmann (SPD)  |
| 2002–2014 | Thomas Fein (CSU)     |
| ab 2014   | Christian Zuber (SPD) |

### Stadtrat
Der Münchberger Stadtrat hat 24 Mitglieder und vier Ausschüsse: Haupt- und Finanzausschuss, Bau-, Grundstücks- und Umweltausschuss, Werkausschuss und den Rechnungsprüfungsausschuss.
Die letzten Kommunalwahlen führten zu den folgenden Sitzverteilungen im Stadtrat:
| Parteien                       | 2014 | 2020 |
| ------------------------------ | ---- | ---- |
| CSU                            | 10   | 8    |
| SPD                            | 10   | 12   |
| Münchberger Wählergemeinschaft | 4    | 4    |
| Summe                          | 24   | 24   |

### Wappen und Banner
| Banner von Münchberg                             | Wappen von Münchberg |
| Banner von Münchberg                             | Keine Flagge         |
| Banner und Wappen, Hissflagge wird nicht geführt |                      |

- Blasonierung

Gespalten; vorne geviert von Schwarz und Silber, in den silbernen Vierteln 2 und 3 der schwarze Großbuchstabe M; hinten in Silber auf grünem Dreiberg stehend ein schwarz gekleideter barhäuptiger Mönch mit silbernem Rosenkranz in den Händen
- Beschreibung

Schwarz und Silber sind Symbol für die hohenzollerischen – später brandenburgischen – Landesherren, die Burggrafen von Nürnberg, welche zwischen 1373 und 1384 die Güter der Herren von Sparneck erwarben. In den silbernen Feldern stehen jeweils ein M, welches für Münchberg steht. Hinten steht ein Mönch auf einem Berg, was den Namen Münchberg, früher Mönchsberg als redendes Wappen stilisiert.
- Geschichte

Das älteste Siegel der Stadt ist um 1384 entstanden. In einem gotischen Dreiecksschild befand sich die gevierte Blasonierung. In 1 und 4 stand der schwarze Buchstabe M auf silbernem Grund, in 2 und 3 der gevierte Zollernschild. Um 1562 entstand das heutige Wappen mit in großen Renaissanceformen gehaltenem Schild. Die Blasonierung entsprach bereits der heute wieder aktuellen. 1819 wurde die Zollernvierung in den Farben Schwarz und Silber durch die bayerischen Landesfarben Blau und Silber ersetzt. Die Stadt stellte 1907 den Antrag auf Wiederaufnahme der historisch richtigen Farben, den das Staatsministerium des Königlichen Hauses 1918 aus politischen Gründen ablehnte. Erst zehn Jahre später bekam das Wappen wieder die Zollernvierung.
→Bilder älterer Wappenversionen
Das Banner ist schwarz-weiß-grün.

### Städtepartnerschaften
- Jefferson City, Vereinigte Staaten: Seit Dezember 2004 unterhält die Stadt eine partnerschaftliche Beziehung zu Jefferson City, der Hauptstadt des US-Bundesstaates Missouri. Der dortige Stadtteil Old Munichburg wurde von Auswanderern aus Münchberg gegründet. Neben dem regelmäßigen Kontakt besuchten sich Vertreter beider Städte bereits mehrfach gegenseitig.

## Kultur und Sehenswürdigkeiten

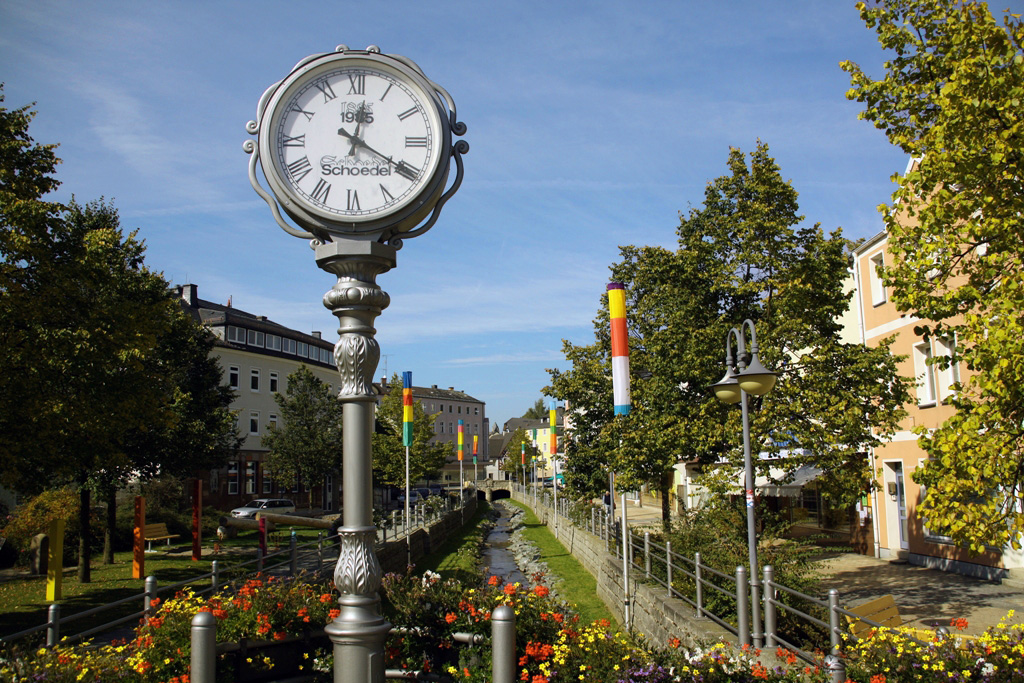
Fußgängerzone an der Pulschnitz

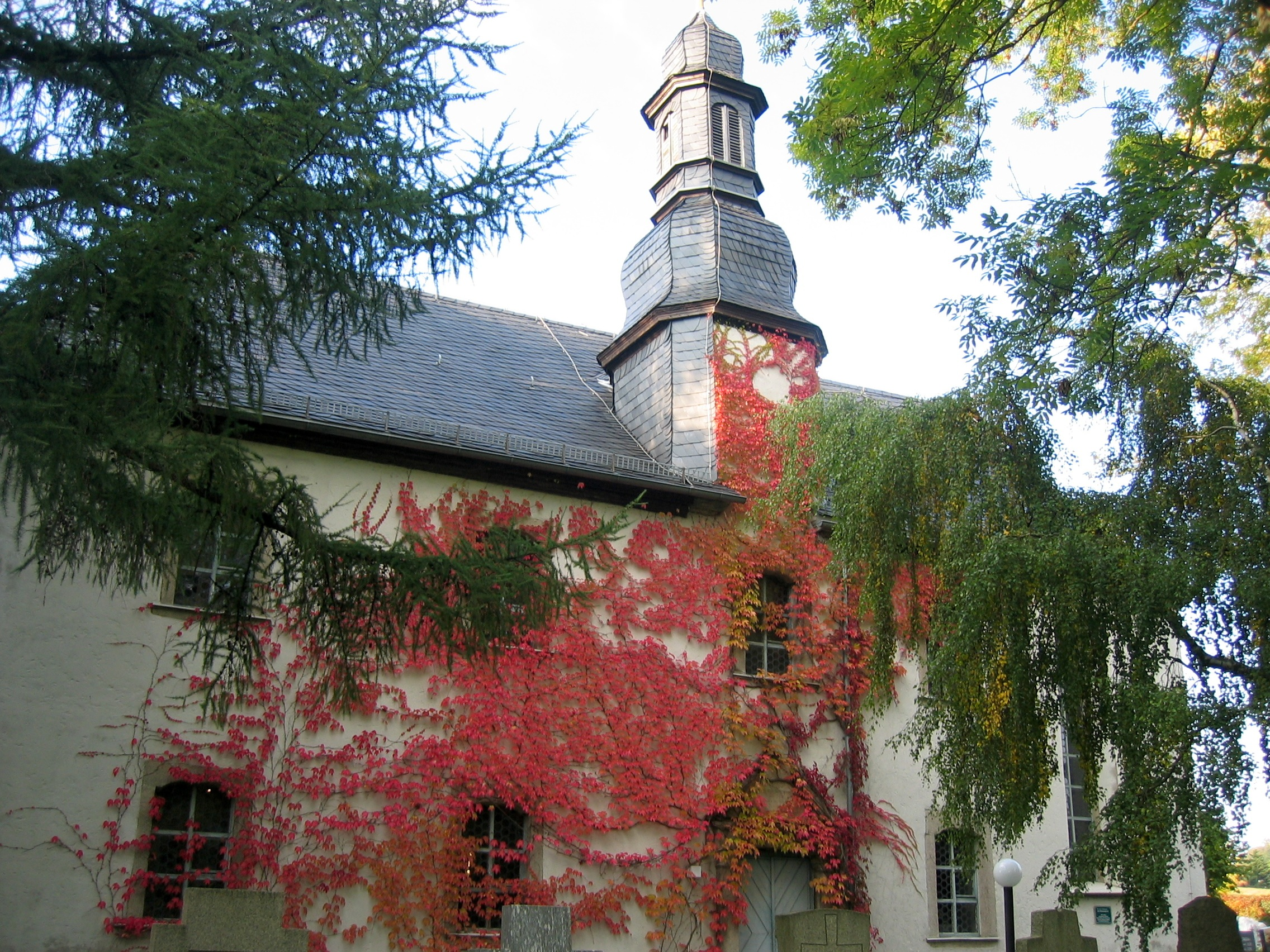
Friedhofskirche in Münchberg

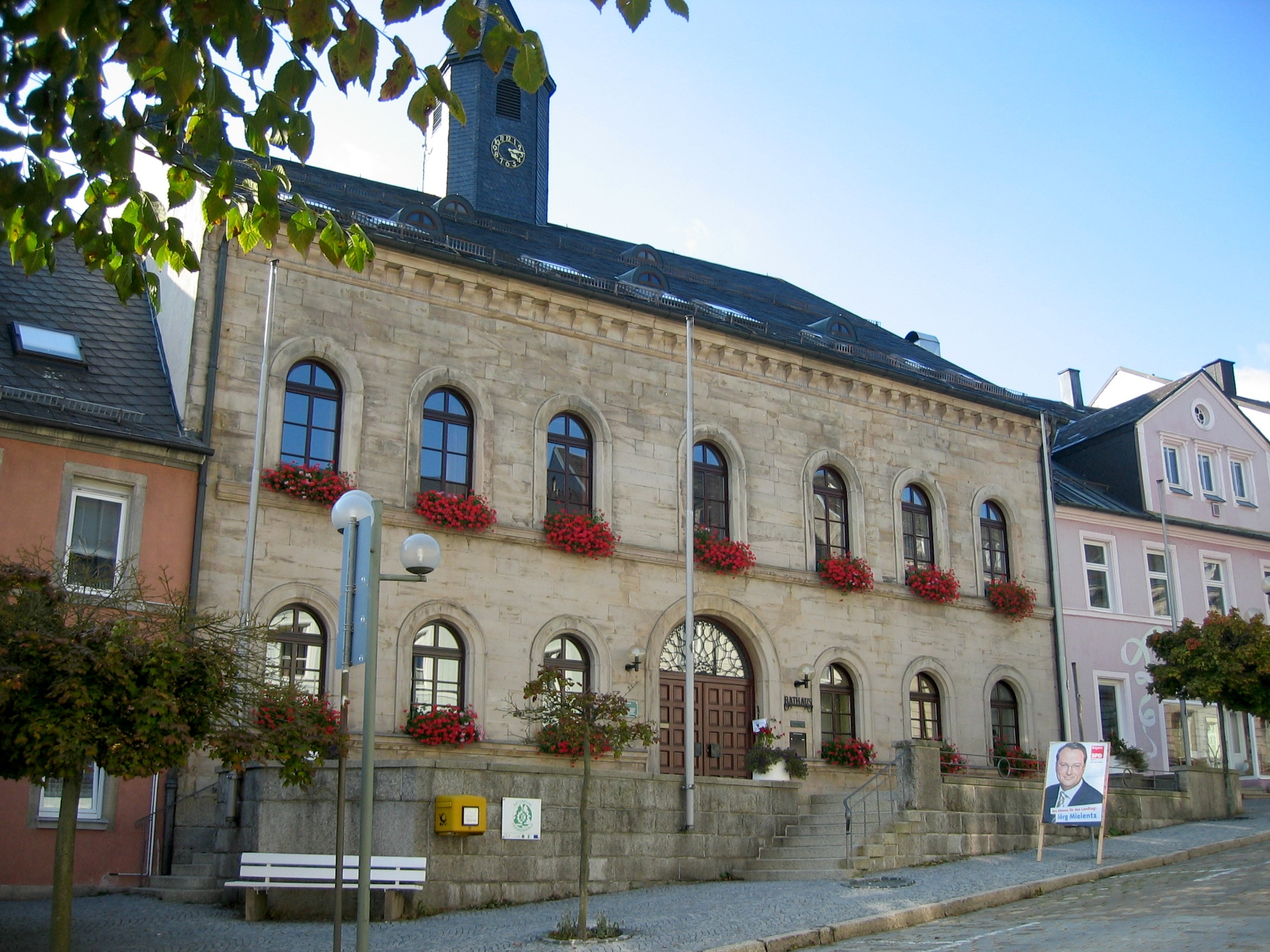
Rathaus von Münchberg

### Sehenswürdigkeiten
In Münchberg gibt es wegen der relativ neuen Bausubstanz nur wenige historische Gebäude. Das ist vor allem auf die häufigen Stadtbrände zurückzuführen, denen fast immer die gesamte Stadt zum Opfer fiel. Dominierendes Gebäude ist die evangelische Stadtkirche St. Peter und Paul. Sie wurde in den Jahren 1867–1872 nach Plänen von Karl Kaufmann als neugotischer Sandsteinquaderbau errichtet und ist bereits der sechste Kirchenbau an diesem Standort. Die älteste Kirche ist die 1745 errichtete Friedhofskirche Zur Himmelspforte. Sie steht im Südteil des städtischen Friedhofs vor den ehemaligen Mauern der Stadt. Das Rathaus in der Ludwigstraße wurde 1840 von Erhard Krauß und Peter Flessa als zweigeschossiges Traufseithaus errichtet. Bereits 1846 wurde Münchberg an die Ludwig-Süd-Nord-Bahn angeschlossen und ein Bahnhof errichtet. Er war ursprünglich weit größer geplant, wurde jedoch aus Geldmangel nur als 29 Meter langer Bau mit Ladehalle und Waage ausgeführt, wobei der von König Ludwig gewünschte „antik-römische Stil“ erhalten blieb. Ein weiteres markantes Gebäude ist das Kriegerdenkmal auf dem Rohrbühl. Es wurde 1935 als Mahnmal für die Gefallenen des Ersten Weltkriegs errichtet. Das Zentrum Münchbergs ist die Innenstadt mit der Lindenstraße. Umgeben von Bäumen liegt sie am Bachufer der Pulschnitz. Aufgrund der Verlegung verschiedener Einkaufsmöglichkeiten an den Rand der Stadt hat sie allerdings ihren einstigen Stellenwert als Einkaufsmeile verloren. Es fanden dort regelmäßig Märkte statt, die zwischenzeitlich auf den, nach dem früher dort ansässigen Modehaus Pock, „Pocksparkplatz“ genannten Platz, verlegt wurden.

### Parks
- Der Stadtpark befindet sich in der Nähe der Hochfrankenklinik und des Altenheims. Unter dem Motto Kunst und Kultur im Stadtpark fanden dort Skulpturen-Ausstellungen verschiedener Heimatkünstler statt.[49]
- In der Wohnsiedlung Hintere Höhe befinden sich ein See, ein Spiel- und Fußballplatz und ein öffentlicher Grillplatz.

### Sport
Die Stadtwerke von Münchberg betreiben ein Hallen- und ein Freibad. Es gibt einen Tennisplatz und eine Tennishalle. Ein Funpark ermöglicht Aktivitäten rund um die Sportart Skaten. Es existieren eine Kegelbahn und eine Schießanlage der Schützengesellschaft Münchberg. Im Gemeindeteil Mechlenreuth unterhält der Reit- und Fahrverein Münchberg eine Reitanlage. Im Weiler Eiben ist der Reitverein Eiben e. V. ebenfalls mit einer Reitanlage vertreten. Die Sportart Fußball wird von den beiden Vereinen FC Eintracht Münchberg und ATSV 04 Münchberg-Schlegel ausgeübt. Es gibt mehrere Fußballplätze und Sportanlagen.
Der Turnverein 1862 Münchberg ist ein Mehrspartensportverein und unterhält für seine verschiedenen Aktivitäten eine Mehrzweckhalle, in der im Winter Konzerte und Tanzveranstaltungen mit Livebands stattfinden.
Handball: Die Handballer des TV  Münchberg hatten ihre größten Erfolge 1958 mit dem Aufstieg in die damals neu gegründete Handball-Bayernliga, die als eine der höchsten Spielklassen im deutschen Ligensystem eingestuft war, mit mehreren Bezirksmeisterschaften sowie dem jeweils damit verbundenen Aufstieg in die fünftklassige Handball-Landesliga. Die SG Helmbrechts/Münchberg (seit 2020/21), eine aus dem TV 1862 Münchberg und dem TV 1862  Helmbrechts bestehende Spielgemeinschaft, nimmt derzeit mit drei Herrenmannschaften, zwei Damenteams und elf Nachwuchsmannschaften am Spielbetrieb des Bayerischen Handballverbandes (BHV) teil. Den größten Erfolg der Spielgemeinschaft erzielte das erste Frauenteam in der Saison 2022/23 mit der Nordbayerischen Landesligameisterschaft und dem Aufstieg in die viertklassige Bayernliga. Die erste Männermannschaft und das erste Frauenteam spielten beide 2022/23 in der fünftklassigen Landesliga Nord.

### Regelmäßige Veranstaltungen

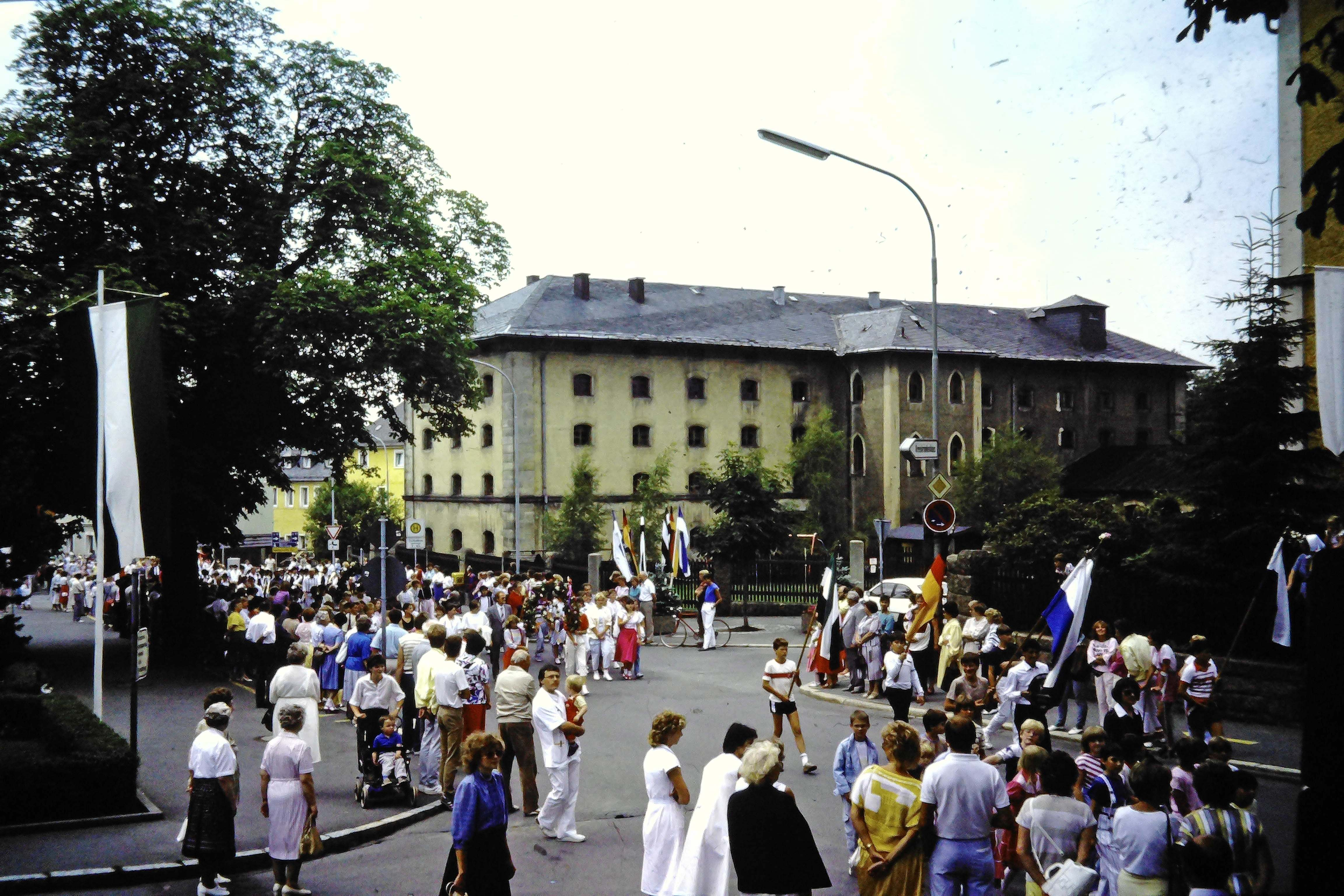
Wiesenfest 1985 in Münchberg

In Münchberg und seinen ländlichen Gemeindeteilen finden Jahr für Jahr viele Feste und Veranstaltungen statt. Den Beginn stellt das Maifest im Gemeindeteil Jehsen dar. Es startet am Abend vor dem 1. Mai und dauert in der Regel drei Tage, immer begleitet von Live-Bands unterschiedlicher Musikrichtungen. Viele Maiwanderer aus der Region verbinden ihre Wanderung mit einem Besuch des Festes. Am Rohrbühl wird eine Sonnwendfeier abgehalten. Während des zweiten Juliwochenendes findet am Schützenhausplatz das Münchberger Wiesenfest statt, mit dem Einmarsch aller Münchberger Vereine am Samstag und der Schüler am Sonntag und Montag. Fahrgeschäfte und ein Feuerwerk gehören zum Programm. Mittlerweile wird auch der Freitagabend als vierter Tag dieses Festes speziell für die Jugend einbezogen. Im Kreuzberghohlweg findet am ersten Sonntag in den Sommerferien ein Kellerfest statt. Im Sommer gibt es viele kleinere Feste und Veranstaltungen in den Gemeindeteilen. Beispiele sind das Dorffest in Mechlenreuth sowie Gartenfeste in Poppenreuth und Straas. In etwas größeren Abständen folgt eine Siedlerkärwa an der Friedrich-Ebert-Straße. Die Freiwillige Feuerwehr Münchberg veranstaltet ein Gartenfest am letzten Augustwochenende. Neu ist seit 2024, dass das Stadtfest nicht mehr Ende September stattfindet, sondern auf das erste Wochenende im Juni verschoben wurde. Den Abschluss bildet die Kneipennacht im November. Mitte des Jahres 2024 eröffnete die Stadt das neu renovierte Schützenhaus als Veranstaltungsort wieder.

## Wirtschaft und Infrastruktur
Die wirtschaftliche Lage Münchbergs war in erster Linie von der Textilindustrie abhängig. Im Zusammenhang mit der zunehmenden Globalisierung begannen die örtlichen Textilunternehmen mit der Auslagerung oder Schließung ihrer produzierenden Bereiche. Einige Firmen stellten die unternehmerische Tätigkeit auch gänzlich ein. Das führte zu Entlassungen, die durch den örtlichen Arbeitsmarkt nicht sofort kompensiert werden konnten. Dem zunehmenden Verlust an Gewerbesteuern versuchte man zuletzt gemeinsam mit der Stadt Helmbrechts entgegenzuwirken. In diesem Zusammenhang wurde ein neuer Gewerbepark A 9 Mitte geschaffen. Dort siedelte sich die Firma Raumedic AG an. Die Gewerbesteuereinnahmen aus diesem Gebiet werden zwischen beiden Städten geteilt. Einige neue Betriebe haben sich in Münchberg niedergelassen, so dm-drogerie markt, Burger King und McDonald’s. Das Atelier Goldner Schnitt erweiterte seinen Firmensitz durch einen Ausbau.

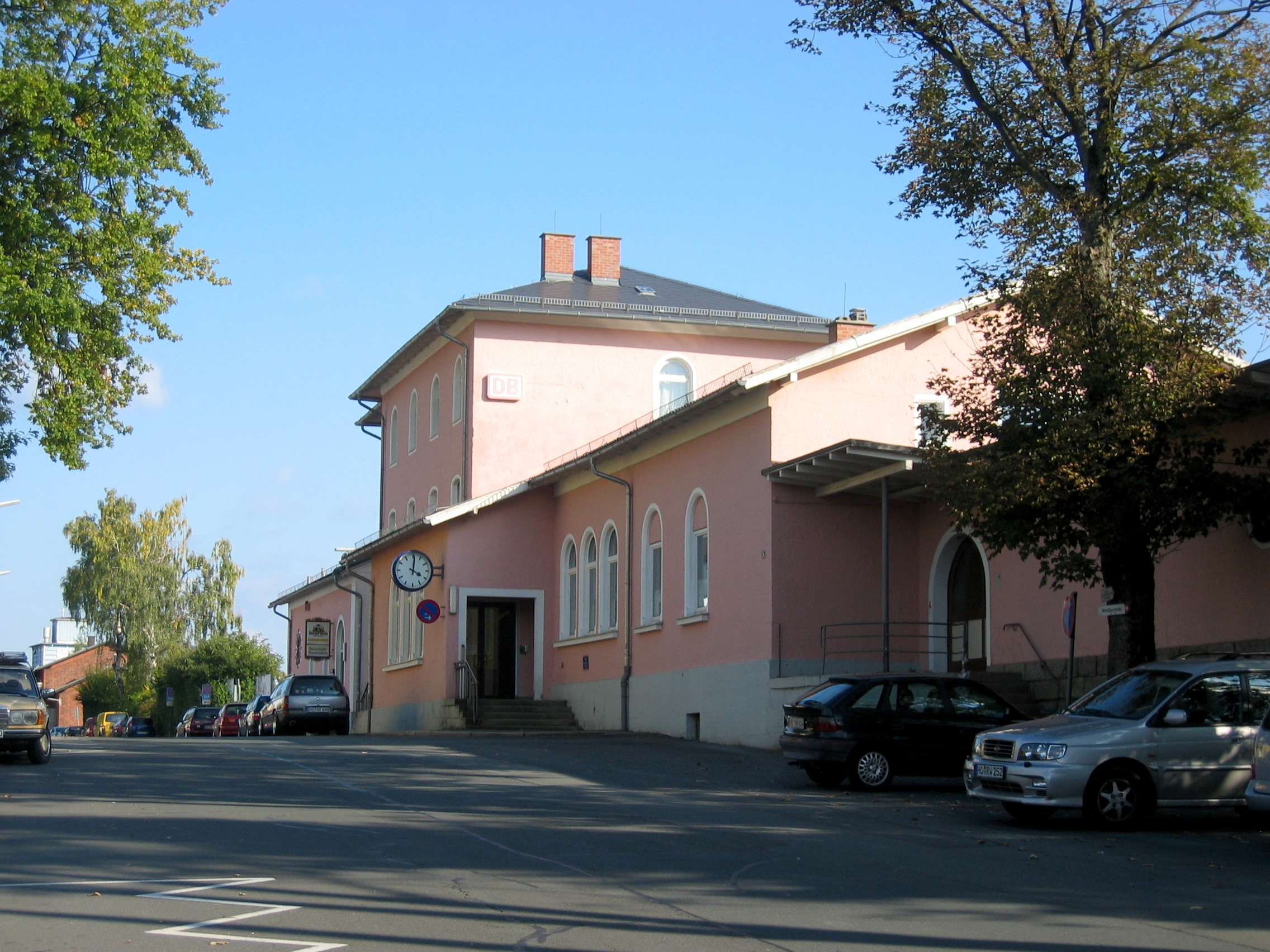
Münchberger Bahnhof

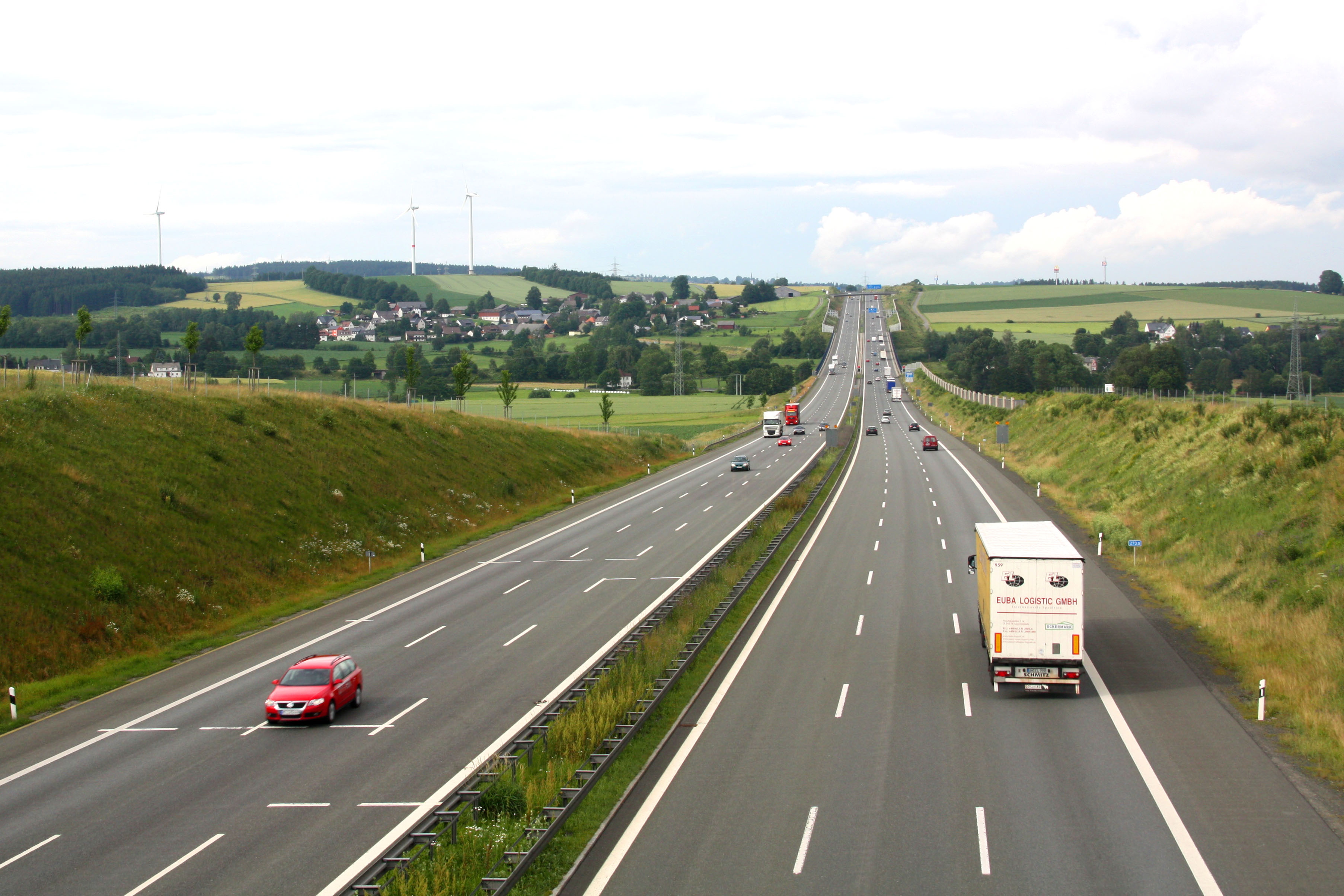
A 9 bei Münchberg in der Münchberger Senke

### Verkehr

#### Eisenbahnverkehr
Münchberg wurde bereits am 1. November 1848 durch die Ludwig-Süd-Nord-Bahn, deren Bausektion in Münchberg ansässig war, an das deutsche Schienennetz angeschlossen. Mit der Eisenbahn erreicht man Münchberg über die Bahnstrecke Bamberg–Hof (Kursbuchstrecke 850) sowie die Bahnstrecke Münchberg–Helmbrechts (Kursbuchstrecke 853). In Münchberg befindet sich ein eigener Bahnhof. Die Bahnstrecke Münchberg–Zell ist stillgelegt.

#### Busverkehr
Flixbus hält auf der Strecke Berlin-Zürich am Münchberger Autohof.

#### Straßenverkehr
Münchberg liegt an der Bundesautobahn 9 (München–Berlin) zwischen den Anschlussstellen (35) Münchberg-Nord und (36) Münchberg-Süd. Die Autobahn verläuft westlich der Stadtgrenze. Zwischen beiden Anschlussstellen befindet sich die nach der Stadt benannte Münchberger Senke, in der sich einer der schlimmsten Unfälle im deutschen Straßenverkehr ereignet hat. Die Bundesstraße 289 führt nach Marktleugast (11 km westlich) bzw. nach Weißdorf (4 km östlich). Die Staatsstraße 2194 führt über Straas zur AS 36 (3,5 km südwestlich) bzw. zur AS 35 und darüber hinaus nach Helmbrechts (7 km nordwestlich). Die Staatsstraße 2461 nach Konradsreuth (9,5 km nördlich). Die Kreisstraße HO 44/BT 48 führt nach Gefrees (11 km südlich). Die Kreisstraße HO 18 führt über Stockenroth nach Sparneck (5 km südöstlich). Gemeindeverbindungsstraßen führen die A 9 unterquerend nach Gottersdorf (1,1 km nordwestlich) und die B 289 kreuzend nach Straas zur St 2194 (1,5 km südwestlich).

### Energie
Im Stadtgebiet gibt es 217 Anlagen zur Stromerzeugung aus Solarenergie, die größte befindet sich im Ortsteil Mechlenreuth auf einer Fläche von rund 30 Hektar mit 7 Megawatt (MW) Nennleistung (Stand Ende 2012). Daneben gibt es vier mit Biomasse, eine mit Wasserkraft und 23 mit Windenergie betriebene Anlagen. Einem angenommenen Energiebedarf der Stadt von 85.255 MWh pro Jahr steht ein maximal erzeugter Strom aus regenerativen Quellen von 110.173 MWh pro Jahr gegenüber. Die Stadt Münchberg kann somit ihren Energiebedarf bei entsprechender Leistung zu 100 % mit Strom aus erneuerbaren Energien decken. Dieser hohe Versorgungsgrad ist vor allem auf günstige Standortfaktoren für Windenergie zurückzuführen, die mit 91.985  MWh pro Jahr den größten Anteil hat. Der weitere Ausbau dieses Trägers ist geplant, womit sich der Anteil an Strom aus erneuerbaren Energien noch erhöhen wird.

### Ortsansässige Unternehmen
- Frankenwälder E. Held GmbH & Co. KG produziert unter dem Markennamen FRANK WALDER in Münchberg Damenoberbekleidung.
- Neutex Home Deco GmbH stellt Dekostoffe her.
- MBG Techbelt Innovation GmbH produziert technisches Gewebe, vor allem verschiedene Gurtarten, zum Beispiel Sicherheitsgurte für Autos.
- Das Atelier Goldner Schnitt, ein Versandhandelsunternehmen für Damenmode im gehobenen Preissegment, hat seinen Hauptsitz in Münchberg. Bekannt ist das Unternehmen vor allem für seine besonderen Kataloge, aus denen die Kunden die Kleidung nicht nur auf Fotos anschauen, sondern den Stoff auf eingeklebten Mustern auch fühlen können.
- Die Raumedic AG stellt im neuen Gewerbepark A 9 Mitte Produkte für die medizintechnische und pharmazeutische Industrie her.
- Sigent Corporate Fashion GmbH fertigt Profil- und Gastronomiebekleidung.
- Fickenschers Backhaus ist eine größere lokale Bäckereikette, die unter anderem auch Logolini-Präsente erstellt.
- Die Weberei Stoeckel & Grimmler KG zählt sich selbst zu Deutschlands größten Herstellern von Dekorationsstoffen.
- iprotex GmbH & Co. KG ist Hersteller von textilen Schutzschläuchen und Hitzeschutzprodukten.
- Die TUZZI Fashion GmbH ist ebenfalls in Münchberg ansässig und produziert Damenoberbekleidung unter dem Markennamen TUZZI.

### Öffentliche Einrichtungen

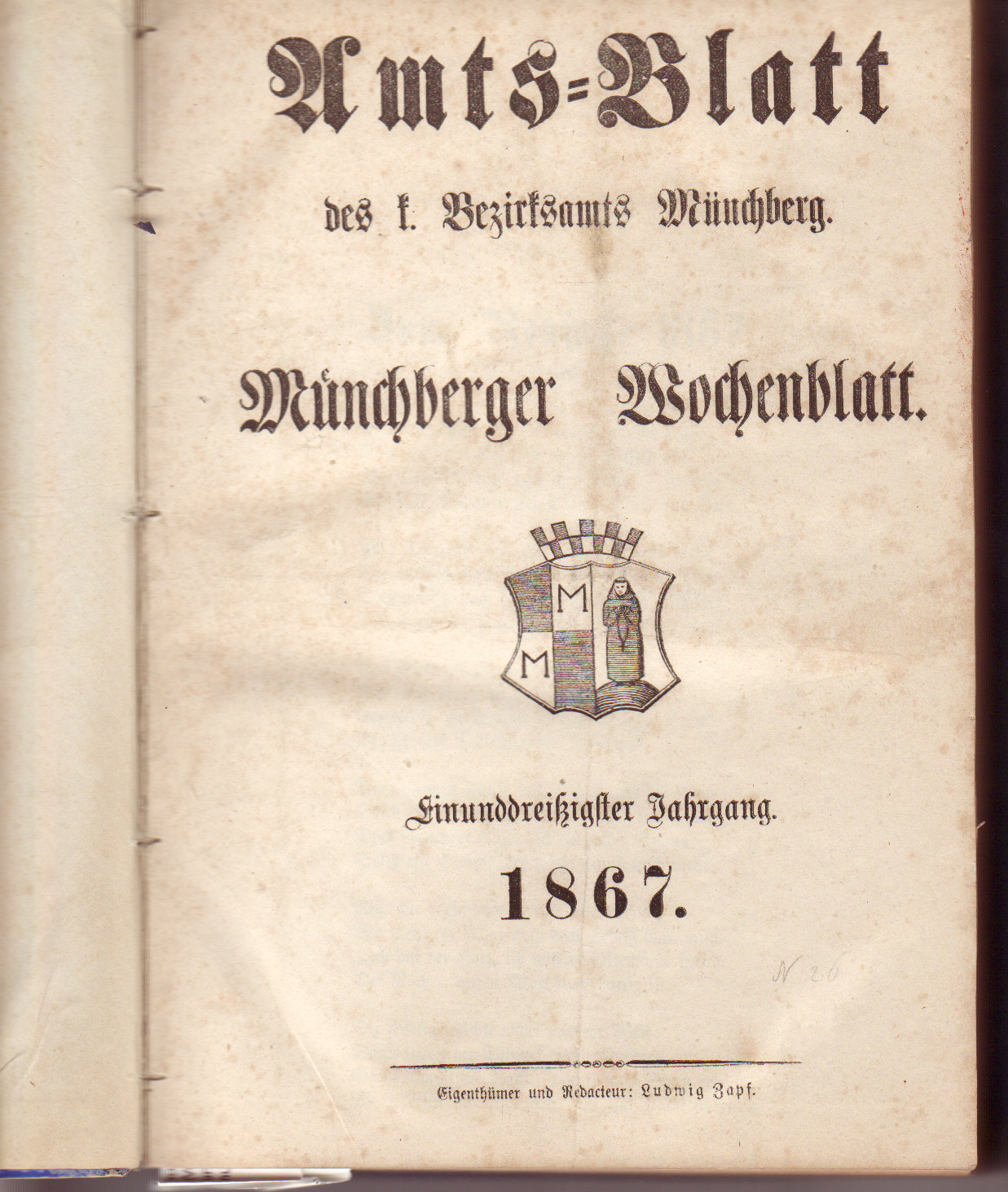
Deckblatt des ehemaligen Münchberger Amts- und Wochenblattes von 1867 (Redakteur war der damalige Bürgermeister Ludwig Zapf)

Die Stadtbibliothek Münchberg gilt als eine der modernsten im Landkreis Hof.
Das Amt für Ernährung, Landwirtschaft und Forsten nimmt in Münchberg u. a. die Aufgaben der unteren Forstbehörde wahr und ist zuständig für die Stadt und den Landkreis Hof sowie den Landkreis Wunsiedel. Die Agentur für Arbeit Bayreuth-Hof und das Jobcenter Hof Land unterhalten je eine Geschäftsstelle in Münchberg. Gleiches gilt für das Finanzamt Hof. Es gibt eine Polizeiinspektion, eine Autobahnmeisterei, den örtlichen Stadtbauhof, die Stadtwerke Münchberg und das Rathaus mit Standes-, Ordnungs- und Einwohnermeldeamt.

#### Feuerwehr
Die Freiwillige Feuerwehr Münchberg ist aus der am 20. März 1864 gegründeten Turnerfeuerwehr hervorgegangen. Um das Jahr 1874 hatte die Feuerwehr bereits mehrere Spritzen zur Verfügung. Es gab damals schon Organisationseinheiten wie die Steiger-Rotte, die Schlauchführer-Rotte und eine Rettungsabteilung. 1913 wurde der erste Hydrantenplan aufgestellt und 1925 das erste Motorlöschfahrzeug angeschafft, ein Magirus, Bauart Schwaben. Gegenwärtig hat die Feuerwehr etwa 100 aktive Mitglieder und zählt zu den am meisten geforderten Feuerwehren des Landkreises Hof. Die Freiwillige Feuerwehr Münchberg ist Stützpunktfeuerwehr, die durch 18 örtliche Freiwillige Feuerwehren der umliegenden Dörfer unterstützt wird. 2024 feierte die Feuerwehr Münchberg ihr 160-jähriges Jubiläum (1864–2024).

#### Gesundheits- und Betreuungseinrichtungen
Die Klinik Münchberg der Kliniken Hochfranken gehört mit 230 Betten zur Versorgungsstufe I. Fachrichtungen sind Innere Medizin, Chirurgie, Orthopädie, HNO und Anästhesie, die neben dem OP-Dienst auch eine Intensivstation mit sieben Betten betreibt.
Das Bayerische Rote Kreuz unterhält eine Rettungswache mit einem Notarztwagen, Rettungswagen und zwei Krankentransportwagen. Außerdem befindet sich die Rettungswache eines privaten Rettungsdienstes in Münchberg. Dort sind ein Rettungswagen und zwei Krankentransportwagen stationiert.
Es gibt ein städtisches Altenheim und eine Einrichtung des betreuten Wohnens der Diakonie Münchberg. Für die Kinderbetreuung bestehen mehrere Kindergärten und ein Kinderheim.

### Bildung

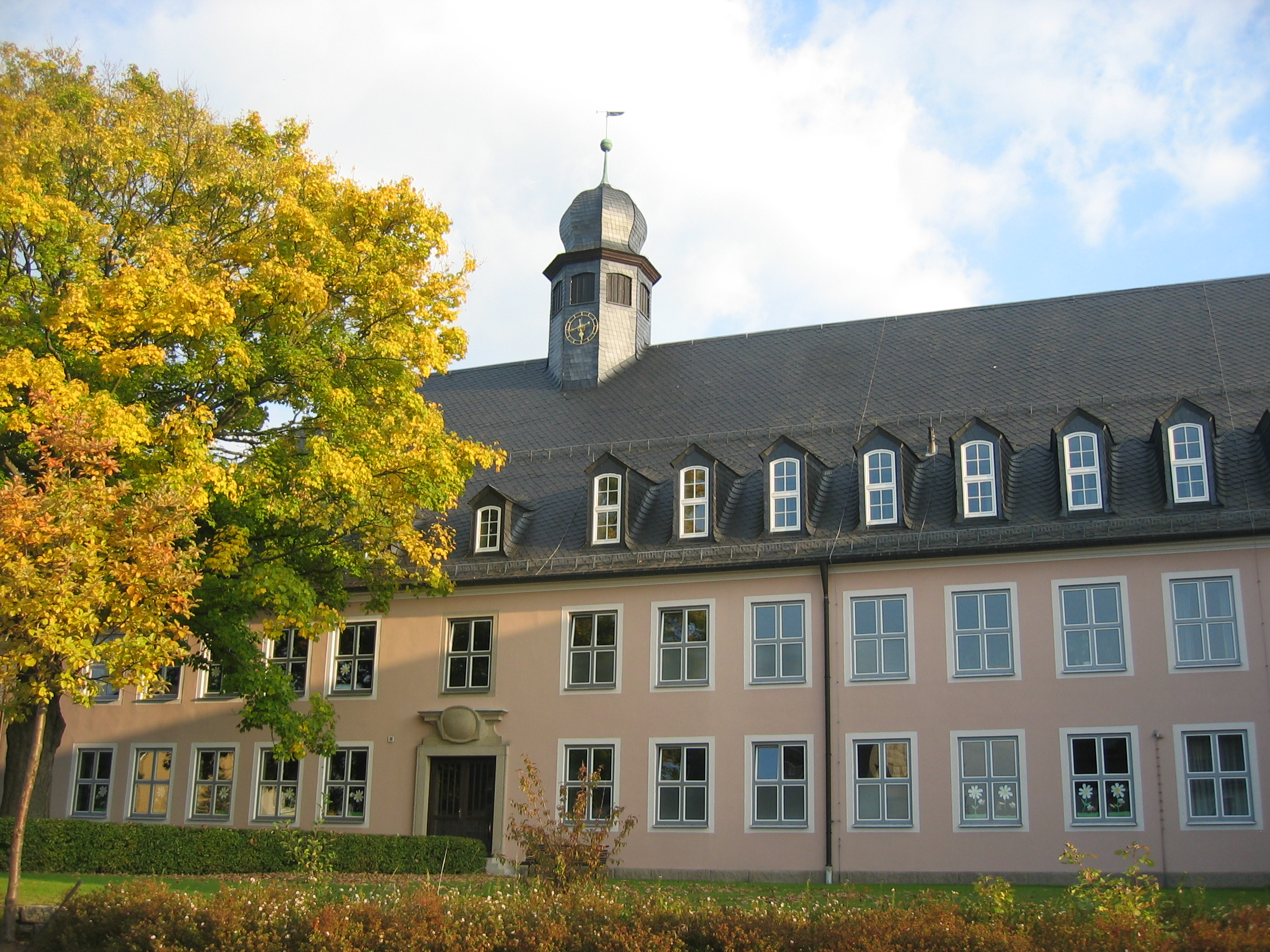
Kreuzbergschule Münchberg

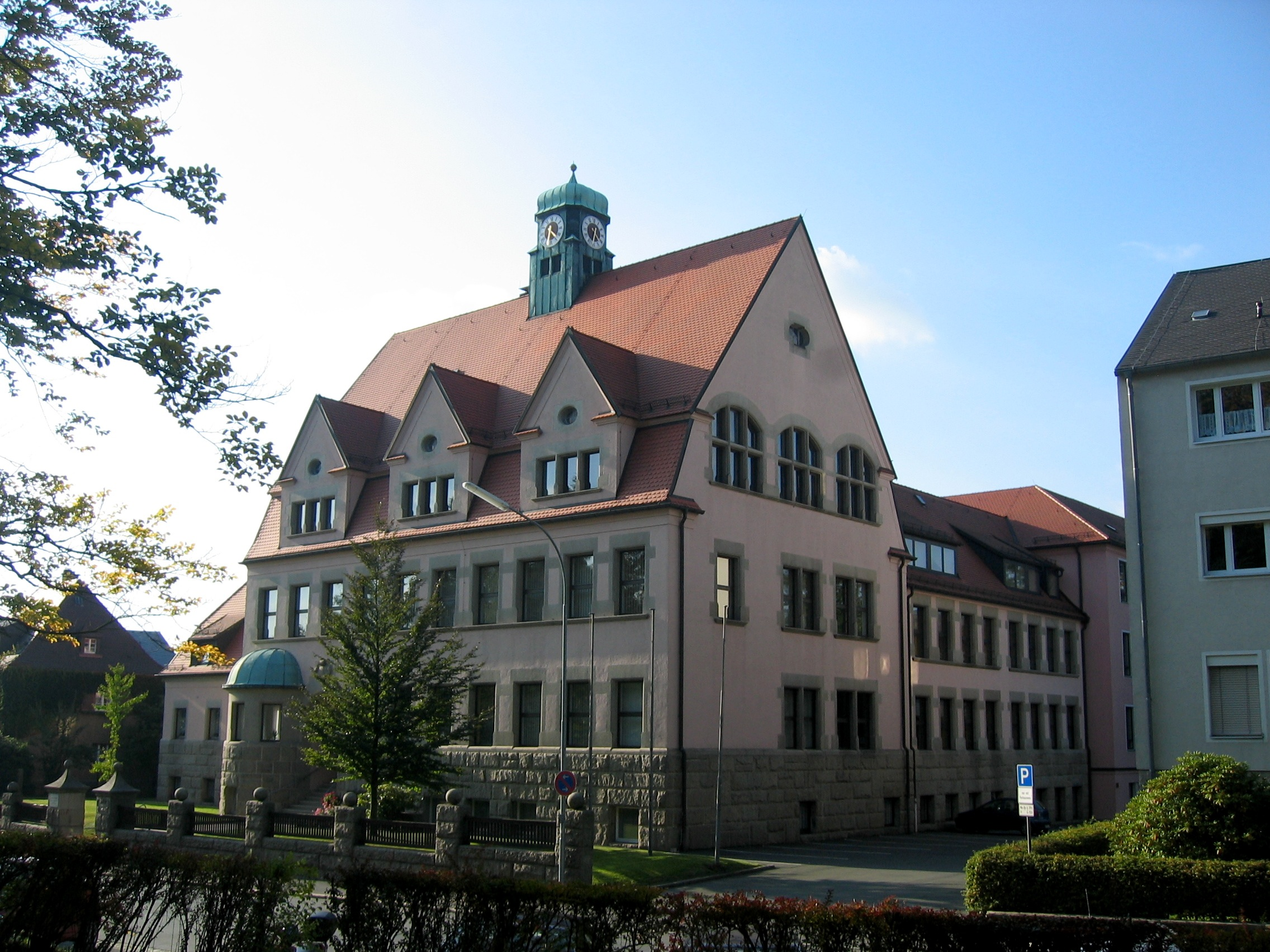
Der unter Denkmalschutz stehende Altbau des Gymnasiums in Münchberg

#### Allgemeinbildende Schulen
Münchberg ist Standort einer Grundschule (Kreuzbergschule). Im Ortsteil Poppenreuth befindet sich eine Mittelschule, die auch den so genannten M-Zug anbietet. Eine Realschule besteht im Stadtgebiet Münchberg nicht. Nahe gelegene Realschulen befinden sich in Helmbrechts oder Gefrees. Das Gymnasium Münchberg bietet einen naturwissenschaftlich-technologischen und einen sprachlichen Zweig an.

#### Hochschule, berufsbildende Schulen und Erwachsenenbildung
Die Hochschule Hof ist mit dem Campus und Fachbereich Textiltechnik und -gestaltung in Münchberg vertreten. Diese Einrichtung geht auf die 1854 gegründete Webschule zurück. Sie ist die einzige Hochschule Bayerns im textilen Bereich. Es werden die Studiengänge Textile Technologien, Textildesign und Mediendesign angeboten. Im selben Gebäude befinden sich auch die Staatliche Textil- und Berufsfachschule und eine allgemeine Berufsschule für Textilberufe (Landesblockschule). Erstmals seit dem Zweiten Weltkrieg konnte 2006 wieder eine Berufsschulklasse für den Beruf des Seilers eingerichtet werden. Bis 1945 wurde dieser Beruf deutschlandweit im ostbrandenburgischen Sorau beschult. Außerhalb des textilen Bereichs unterhält die Berufsschule Hof für verschiedene Berufszweige eine Außenstelle in Münchberg. Untergebracht ist dort auch die Landwirtschaftsschule Münchberg. Die Berufsfachschule für Krankenpflege befindet sich in der Hochfrankenklinik Münchberg.
Außerdem besteht die Volkshochschule Münchberg. Auch das Berufliche Fortbildungszentrum (bfz) unterhält eine Außenstelle in Münchberg. Gleiches gilt für das Evangelische Bildungswerk.

## Persönlichkeiten

### Söhne und Töchter der Stadt

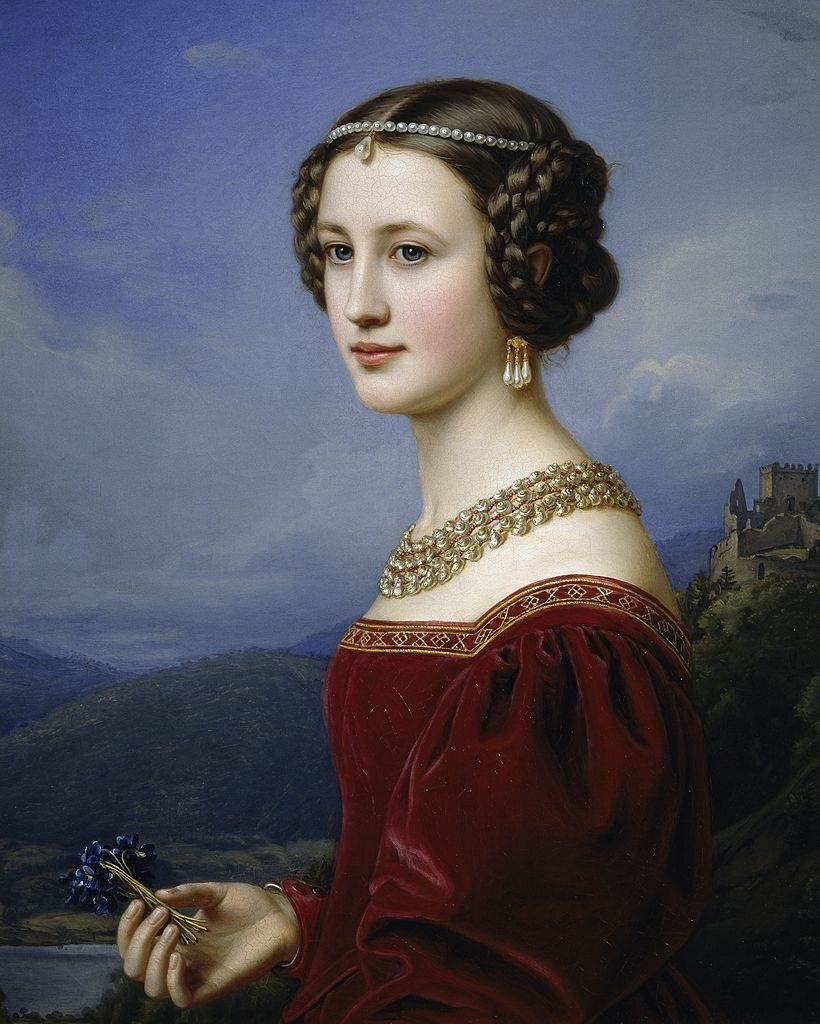
Cornelia Vetterlein

- Johannes Lindner, auch als Pirnaischer Mönch bezeichnet (um 1450–um 1530), Dominikaner und Chronist
- Christina Antonietta Cornelia Vetterlein wurde 1811 in Münchberg geboren und als Freifrau von Künsberg bekannt. Ihr Bild hängt in der Schönheitengalerie des Schlosses Nymphenburg.[63]
- Peter Zahn (1861–1914), Ingenieur und Industrieller, Direktor der Vogtländischen Maschinenfabrik VOMAG
- Christian Kaeppel (1867–1944), Eisenbahningenieur und Präsident der Reichsbahndirektion Nürnberg
- Georg Hacker (1870–1947) war der erste Luftschiff-Kapitän unter Ferdinand Graf von Zeppelin.
- Max Schaffner (1881–1960) war ein akademisch ausgebildeter Kunstmaler. Von ihm stammen die Glasfenster im Sitzungssaal des Münchberger Rathauses.
- Arndt Schaffner (1946–2007), Fotograf und Filmemacher, Mitbegründer und langjähriger leitender Geschäftsführer des Deutsch-Deutschen Museums Mödlareuth
- Josef Wilfling (1947–2022), Kriminaloberrat und Leiter der Münchener Mordkommission
- Horst Schroth (* 1948), Kabarettist, Autor und Schauspieler. In seiner Laufbahn wurde er zweimal mit dem Deutschen Kleinkunstpreis ausgezeichnet. In den Jahren 2004 und 2005 spielte Schroth die Hauptrolle des Paul Wagner in der ZDF-Familien-Serie Halt durch, Paul und ebenso in der Fortsetzung der Serie unter dem Titel Papa ist der Boss.
- Ralf Conrad (* 1949), Biologe, Direktor am Max-Planck-Institut für terrestrische Mikrobiologie in Marburg
- Helga Rübsamen-Schaeff (* 1949), Biochemikerin, Virologin, Managerin und Pharmaunternehmerin
- Klaus Dittrich (1950–2007), Informatiker und ab 1989 Professor für Informatik an der Universität Zürich und Leiter der Forschungsgruppe Datenbanktechnologie
- Klaus Fleischmann (* 1951), Jurist. Er war Leitender Oberstaatsanwalt in Chemnitz, sächsischer Landespolizeipräsident und Generalstaatsanwalt des Freistaates Sachsen.
- Klaus Tanner (* 1953), evangelischer Theologe und Professor in Heidelberg
- Gertrud Maltz-Schwarzfischer (* 1960), seit 2014 Bürgermeisterin der oberpfälzischen Großstadt Regensburg
- Oliver Fehn (1960–2019), Roman- und Sachbuchautor. Er veröffentlichte unter anderem das okkulte Werk Satans Handbuch, die Satire Sakrischleck und mehrere Romane. Fehn war auch Übersetzer des mit dem PEN-Award ausgezeichneten Buches The End of Faith (Das Ende des Glaubens).

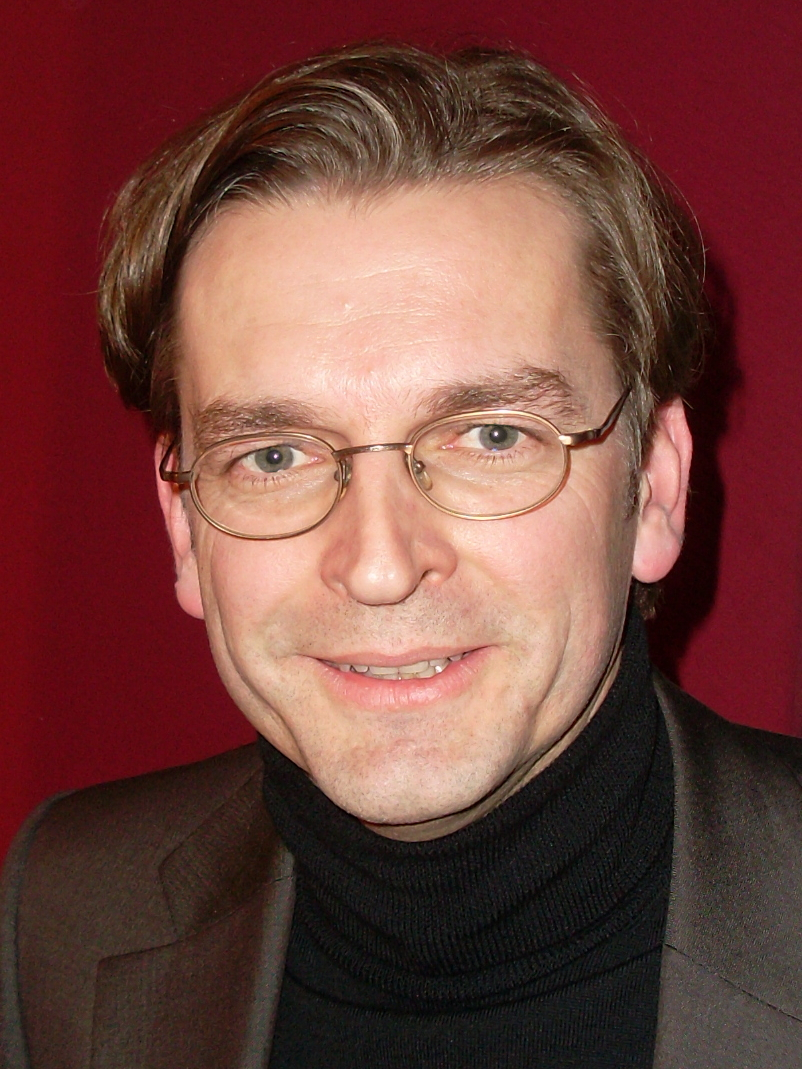
Claus Strunz

- Maria H. Dettenhofer (1960–2016), Althistorikerin
- Marion Maria Ruisinger (* 1963), Medizinerin, Medizinhistorikerin und Direktorin des Deutschen Medizinhistorischen Museums in Ingolstadt
- Jochen Strobel (* 1966), Literaturwissenschaftler
- Claus Strunz (* 1966), Journalist, arbeitete unter anderem als Chefredakteur für die Zeitungen Die Welt und Bild am Sonntag
- Matthias Tischler (* 1968), Mittelalterhistoriker, tätig in Barcelona
- Harald Schoen (* 1972), Politikwissenschaftler, Professor an der Universität Mannheim
- Konstanze Kemnitzer (* 1975), Professorin für praktische Theologie an der Kirchlichen Hochschule Wuppertal/Bethel
- Heiko Hain (* 1982), Politiker (CSU)
- Tobias Kärner (* 1982), Wirtschaftspädagoge, Professor an der Universität Hohenheim
- Maximilian Krauß (* 1996), Fußballspieler in der 3. Liga (SpVgg Unterhaching)
- Patricia Janečková (1998–2023), slowakische Sängerin

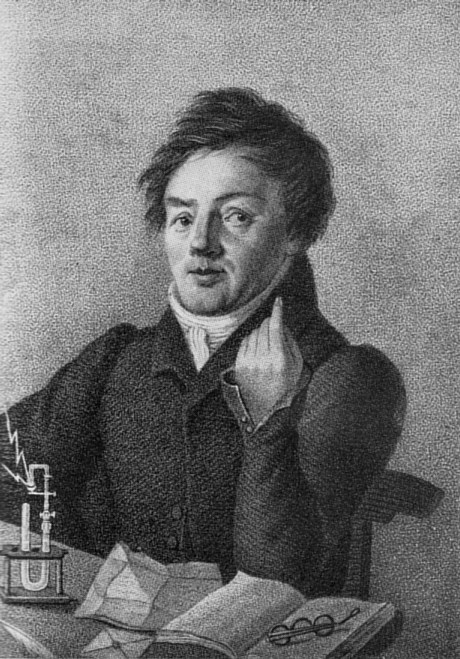
Johann Wolfgang Döbereiner

### Persönlichkeiten, die vor Ort gewirkt haben
- Johann Wolfgang Döbereiner (1780–1849), Chemiker, verbrachte seine Apothekerlehrzeit in Münchberg und war mit einer gebürtigen Münchbergerin verheiratet. Er galt als Vordenker des Periodensystems und ebnete mit seiner Untersuchung von Platin den Weg zur Katalyse. Aufgrund dieser Katalyse entwickelte er das erste Feuerzeug, das Döbereiner-Feuerzeug.
- Gottlieb Philipp Christian Kaiser (1781–1848), evangelischer Theologe und Hochschullehrer, war in Münchberg als Geistlicher tätig
- August Horch (1868–1951) war ein deutscher Automobilkonstrukteur und Gründer der Marke Audi. Horch lebte ab Herbst 1945 bis zu seinem Tod in Münchberg.